# Мелансон, Марк
Марк Дэвид Мелансон (англ. Mark David Melancon; 28 марта 1985, Уит-Ридж, Колорадо) — американский бейсболист, питчер клуба Главной лиги бейсбола «Аризона Даймондбэкс». Четыре раза принимал участие в Матче всех звёзд лиги. Лучший реливер Национальной лиги по итогам сезона 2015 года. В составе национальной сборной США стал победителем Мировой бейсбольной классики 2017 года.

## Биография

### Ранние годы и начало карьеры
Марк Мелансон родился 28 марта 1985 года в Уит-Ридже в штате Колорадо. Один из двух детей в семье Дэвида и Черри Мелансон. Он учился в старшей школе Голден в округе Джефферсон. В течение четырёх лет Мелансон играл за её бейсбольную команду, три сезона был капитаном. Во время учёбы он также играл в баскетбол и американский футбол. В 2003 году, после окончания школы, Мелансон был выбран в тридцатом раунде драфта Главной лиги бейсбола клубом «Лос-Анджелес Доджерс». От подписания контракта он отказался и поступил в Аризонский университет.
В бейсбольном турнире NCAA Мелансон дебютировал в 2004 году. Он сыграл в 29 матчах, установив рекорд для новичков команды Аризонского университета и стал лучшим её игроком по показателю пропускаемости с результатом 4,33. В пяти играх плей-офф он провёл на поле десять иннингов, одержав две победы и сделав два сейва. В сезоне 2005 года Мелансон сыграл в 34 матчах, второй в истории результат для питчеров «Аризоны Уайлдкэтс». Одиннадцать сейвов также стали рекордом университета. Летом 2005 года он провёл десять матчей в составе студенческой сборной США. В 2006 году Мелансон принял участие в четырнадцати играх, пропустив часть сезона из-за травмы локтя. Летом на драфте Главной лиги бейсбола его в девятом раунде выбрал клуб «Нью-Йорк Янкис».
На профессиональном уровне он дебютировал в составе «Статен-Айленд Янкис», выиграв с командой плей-офф Лиги Нью-Йорка и Пенсильвании. В финальной серии Мелансон сделал два сейва. В ноябре он перенёс операцию Томми Джона и полностью пропустил сезон 2007 года. Весной 2008 года он провёл предсезонные сборы с основным составом «Нью-Йорка», а по ходу регулярного чемпионата играл за фарм-клубы «Тампа Янкис», «Трентон Тандер» и «Скрантон/Уилкс-Барре Янкис».

### Главная лига бейсбола
В Главной лиге бейсбола Мелансон дебютировал в апреле 2009 года. За два сезона он провёл в составе «Янкис» пятнадцать игр с пропускаемостью 4,87. В июле 2010 года его вместе с Джимми Паредесом обменяли в «Хьюстон Астрос» на питчера Лэнса Беркмана. В составе «Астрос» Мелансон играл до конца сезона 2011 года. Он принял участие в 91 матче с пропускаемостью 2,85, одержал десять побед при четырёх поражениях. В декабре 2011 года его обменяли в «Бостон Ред Сокс» на инфилдера Джеда Лоури и питчера Кайла Уэйланда. В сезоне 2012 года он сыграл 41 матч с пропускаемостью 6,20, двумя поражениями и сейвом. Часть чемпионата он провёл в AAA-лиге составе «Потакет Ред Сокс», сделав одиннадцать сейвов. В декабре Мелансон стал одним из четырёх игроков, которые были отправлены в «Питтсбург Пайрэтс» в обмен на питчера Джоэла Хэнрахана и инфилдера Брока Холта.

#### Питтсбург Пайрэтс
В составе «Питтсбурга» в 2013 году Мелансон сыграл 72 матча. По ходу сезона он занял место клоузера команды, заменив получившего травму Джейсона Грилли, и сделал 16 сейвов. Впервые в карьере он вошёл в число участников Матча всех звёзд. В плей-офф он выступил неудачно, проведя на поле 3,2 иннинга, пропустив два хоум-рана. Сезон 2014 года Мелансон завершил с показателем пропускаемости 1,90, в 71 иннинге сделав 71 страйкаут.
В регулярном чемпионате 2015 года Мелансон принял участие в 78 матчах с пропускаемостью 2,23 и сделал 51 сейв, став лучшим в Главной лиге бейсбола по этому показателю. Летом он второй раз в карьере сыграл в Матче всех звёзд. В ноябре Мелансон стал обладателем Награды Тревора Хоффмана, вручаемой лучшему реливеру Национальной лиги. В первой половине сезона 2016 года он успешно реализовал 30 возможностей для сейва из 33, играя с пропускаемостью 1,50. В июле он в третий раз попал на Матч всех звёзд лиги. Тридцатого июля «Питтсбург», имевший невысокие шансы на выход в плей-офф и сокращавший платёжную ведомость, обменял Мелансона в «Вашингтон Нэшионалс» на питчеров Фелипе Риверо и Тейлора Хирна. Проведя в «Вашингтоне» вторую часть сезона, после его окончания Мелансон получил статус свободного агента. В декабре 2016 года он подписал четырёхлетний контракт на 62 млн долларов с клубом «Сан-Франциско Джайентс», став одним из самых высокооплачиваемых клоузеров лиги.

#### «Сан-Франциско Джайентс» и «Атланта Брэйвз»
Весной 2017 года Мелансон в составе национальной сборной США стал победителем Мировой бейсбольной классики. По ходу первого сезона в составе «Джайентс» он трижды переводился в список травмированных с различными проблемами. В сентябре, после завершения сезона, он перенёс операцию. Восстанавливаясь, он пропустил 56 игр регулярного чемпионата 2018 года. Сезон он закончил с пропускаемость 3,23. В первой половине сезона 2019 года Мелансон сыграл в 43 матчах, одержав четыре победы при двух поражениях с показателем ERA 3,50. В июле его обменяли в «Атланту Брэйвз». Суммарно за два с половиной сезона в «Джайентс» он сделал только пятнадцать сейвов.
За «Атланту» Мелансон выступал во второй половине сезона 2019 года и сокращённом сезоне 2020 года. На этом этапе карьеры он сделал пятнадцать сейвов, проведя самую длинную в лиге серию без упущенных возможностей. В январе 2021 года он в статусе свободного агента подписал однолетний контракт с «Сан-Диего Падрес». В составе команды Мелансон сыграл 64 матча с пропускаемостью 2,23, вошёл в число участников Матча всех звёзд, ставшего четвёртым в его карьере, а также стал лидером лиги по количеству сейвов. После окончания сезона он отклонил возможность продлить контракт на один сезон с заработной платой в размере 5 млн долларов и вышел на рынок свободных агентов. Первого декабря 2021 года он подписал двухлетний контракт на сумму 14 млн долларов с клубом «Аризона Даймондбэкс».